# Luis Weihmuller
Luis Weihmuller, né le 5 août 1902 à Villa María et mort en 1963, est un footballeur argentin. Il évoluait au poste de défenseur.

## Biographie

### En club
Weihmüller est le fils d'immigrants suisses nommés Robert Weihmüller et Elise Hofer. Surnommé "Sity", il évolue en tant que défenseur sur le terrain. Il joue au CA Belgrano de Córdoba de 1923 à 1925, puis déménage à Buenos Aires, où il poursuit sa carrière avec River Plate.
Entre 1926 et 1930, il joue au Sportivo Palermo (en).

### En équipe nationale
Il fait partie du groupe argentin médaillé d'argent aux Jeux olympiques de 1928 mais ne dispute aucun match durant le tournoi.

## Palmarès

### En sélection
Argentine
- Jeux olympiques :
  -  Argent : 1928.